# Physcomitrium arenicola
Physcomitrium arenicola là một loài Rêu trong họ Funariaceae. Loài này được Lazarenko mô tả khoa học đầu tiên năm 1928.